# كارل بروفتون
كارل بروفتون (بالإنجليزية: Karl Broughton)‏ هو لاعب سنوكر بريطاني، ولد في 26 يونيو 1971 في إنجلترا في المملكة المتحدة.

## روابط خارجية
- كارل بروفتون على موقع CueTracker.net (الإنجليزية)